# Mu Arae c
Mu Arae c, também conhecido como HD 160691 c ou Dulcinéia, é o 123º planeta extra solar descoberto, e o primeiro apresentando uma forte probabilidade de ser um planeta telúrico como a Terra.
Este planeta extra-sistema solar foi descoberto no dia 26 de Agosto de 2004 por uma equipa liderada pelo astrónomo Michel Mayor do observatório de Genebra, que descobriu também o primeiro planeta extrasolar em 1995, na equipa em que participa o português Nuno Cardoso Santos. As observações foram realizadas com um telescópio europeu de 3,60 metros instalado no Observatório de La Silla no Chile.
Este planeta apresenta uma massa estimada de apenas 14 vezes a da Terra, o que possibilita a sua forma telúrica, em vez de gasosa como os 122 planetas extra solares até agora descobertos. Deveria, neste caso possuir, como no caso da Terra, um núcleo, um manto e uma crosta.
O planeta orbita em volta de uma estrela chamada Mu Arae, visível com o olho nu, no hemisfério austral e localizada a 49,8 anos-luz da Terra, na Constelação do Altar (Ara em latim). Estima-se que tem a 108% da massa do Sol e pode ser 32% maior que este. Tem cerca de 1,7 vezes a luminosidade do Sol, mas suspeita-se que é mais velho, movendo-se para uma fase de supergigante, na evolução estelar. Mu Arae é rica em metal, mais que o nosso Sol. O planeta encontra-se 10 vezes mais perto de sua estrela do que a Terra do Sol (0,1 unidade astronómica) e realiza a translação em 9,5 dias.
A detecção de Mu Arae c foi possível com a ajuda do espectrógrafo HARPS, que permite registar o espectro luminoso dos astros estudados. Os planetas provocam sobre as suas estrelas um curto movimento, devido as suas respectivas gravitações. O espectro luminoso da estrela fica então deslocado, para o azul se o planeta se afasta da Terra ou para o vermelho se o planeta se aproxima da Terra. As variações do espectro no tempo permitem uma estimativa das características orbitais de um planeta: Massa mínima, período de rotação, distância de sol.

## Sistema planetário
A 25 de Agosto de 2004, acredita-se que três planetas orbitam Mu Arae.
Além de Mu Arae c, dois outros planetas estariam em órbita à volta desta estrela:
Um gigante gasoso, situado a 1,5 UA e que perfaz a órbita em 640 dias.
Outro gigante gasoso, mais pesado e mais afastado.